# Ota (Alenquer)
Ota is een plaats (freguesia) in de Portugese gemeente Alenquer en telt 1 198 inwoners (2001).